# La vida no es la, la, la (álbum)
La vida no es la, la, la es el décimo álbum de estudio del grupo español Café Quijano. Salió a la venta en octubre de 2018 e incluye un total de diez canciones originales y dos colaboraciones con otros cantantes.

## Historia
Se trata de un retorno de la banda al sonido pop-rock, después de haber culminado en 2015 su trilogía El Bolero, dedicada exclusivamente a este estilo musical.  En junio de 2017 lanzan un videoclip del sencillo "Perdonarme" con el grupo español Taburete. Dentro de las listas musicales de ese verano, consiguen hacerse un hueco con las diez millones de reproducciones en YouTube y en otras plataformas digitales. 
A partir de ese momento, comenzarían las voces para empezar a trabajar de un disco más moderno y actual, desmarcándose ya del bolero, y buscando una cara más latina al proyecto. Casi un año después se publica "Mina", un sencillo pop-rock con unas claras raíces latines y finalmente, en septiembre de ese mismo año se publica el sencillo que daría lugar al álbum "La vida no es la, la, la".
El 23 de octubre de ese año se lanza además, el videoclip de la canción "La vida no es la, la, la" con la colaboración de Aida Domènech como actriz del mismo. Tres días después, el álbum saldría a la venta.

## Lista de canciones
| La vida no es la, la, la |                                                |                 |          |  |
| N.º                      | Título                                         | Escritor(es)    | Duración |  |
| 1.                       | «La vida no es la, la, la»                     | Manolo Quijano  | 2:55     |  |
| 2.                       | «Mina»                                         | Manolo Quijano  | 3:28     |  |
| 3.                       | «Jamás, jamás»                                 | Manolo Quijano  | 3:23     |  |
| 4.                       | «Mamita linda»                                 | Manolo Quijano  | 3:20     |  |
| 5.                       | «Maldita condena»                              | Manolo Quijano  | 3:35     |  |
| 6.                       | «Perdonarme»                                   | Andrés Saavedra | 3:32     |  |
| 7.                       | «Mi vida entera»                               | Manolo Quijano  | 3:10     |  |
| 8.                       | «Me juraste amor eterno»                       | Manolo Quijano  | 3:46     |  |
| 9.                       | «Habanera»                                     | Manolo Quijano  | 3:11     |  |
| 10.                      | «Saber si estoy a tiempo»                      | Manolo Quijano  | 3:49     |  |
| 11.                      | «Perdonarme (feat. Willy Bárcenas - Taburete)» | Andrés Saavedra | 3:34     |  |
| 12.                      | «Habanera (feat. Arkano)»                      | Manolo Quijano  | 3:22     |  |